# Courgenay (Szwajcaria)
Courgenay (hist. Jennsdorf) – miejscowość i gmina w północno-zachodniej Szwajcarii, w kantonie Jura, w okręgu Porrentruy.

## Demografia
W Courgenay mieszka 2 400 osób. W 2020 roku 10,5% populacji gminy stanowiły osoby urodzone poza Szwajcarią. 

## Transport
Przez teren gminy przebiegają autostrada A16 oraz droga główna nr 6. 